# Distretto di Samux

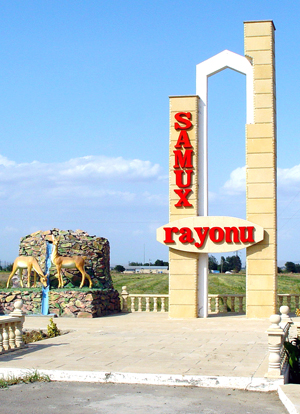
Segnale stradale che indica l'accesso al distretto

Il distretto di Samux (in azero: Samux rayon) è un distretto dell'Azerbaigian. Il suo capoluogo è Samux, città fino al 2008 chiamata Nəbiağalı.